# Sophie Cunningham (Jogadora de basquete)

Sophie com sua camisa do Indiana Fevers, onde joga atualmente

Sophie Elizabeth Cunningham (nascida em 16 de agosto de 1996) é uma jogadora profissional de basquete estadunidense, atua pelo time Indiana Fever da Women's National Basketball Association (WNBA) na posição de Ala-armadora. Ela jogou basquete universitário pelo Missouri Tigers, time de basquete universitário da Universidade do Missouri.

## Infância e educação
Cunningham nasceu em 16 de agosto de 1996, filha de Jim e Paula Cunningham. Seus pais eram atletas estudantes na Universidade do Missouri, assim como outros membros de sua família. Desde a infância deu sinais da sua alta habilidade esportiva e alcançou a faixa preta em taekwondo aos seis anos de idade.
Cunningham estudou na Rock Bridge High School, onde atuou nos times femininos de basquete e vôlei. Quando a Kicker (em português: Chutador) do time de futebol americano teve sua temporada encerrada com uma ruptura do ligamento cruzado anterior (LCA), Cunningham se juntou ao time de futebol como chutadora também, com uma média de 2 acertos a cada 4 tentativas de chute.

## Carreira universitária
Cunningham jogou quatro temporadas de basquete universitário na Universidade do Missouri em Columbia, Missouri, pelos Tigers . Em 129 partidas como titular na carreira, Cunningham teve médias de 17,0 pontos por jogo, 5,4 rebotes por jogo e 3,0 assistências por jogo pelos Tigers.

## Carreira profissional

### Phoenix Mercury (2019–2025)
Cunningham foi selecionada como a décima terceira (13ª) escolha geral (primeira escolha da segunda rodada) do draft da WNBA de 2019 pelo Phoenix Mercury . Cunningham foi a oitava (8ª) ex-aluna da Universidade do Missouri a ser convocada para a WNBA e foi a seleção mais alta para uma ex-Tiger.

### Indiana Fever (2025–presente)
Em 31 de janeiro de 2025, Cunningham foi negociada com o Indiana Fever em uma troca de quatro equipes que também incluiu o Dallas Wings e o Connecticut Sun. Cunningham ganhou reconhecimento como a "protetora" do Fever depois de ser expulsa de um jogo contra o Connecticut Sun por agarrar Jacy Sheldon e empurrá-la no chão em retaliação por Sheldon ter cutucado sua companheira de equipe, Caitlin Clark no olho no início do jogo. O incidente se tornou viral, levando a um aumento dramático nas vendas da camisa de Cunningham e a centenas de milhares de novos seguidores em suas contas nas redes sociais.

## Carreira de comentarista
Em dezembro de 2022, Cunningham se tornou uma comentarista recorrente do Phoenix Suns no Suns Live! Cobertura televisiva antes do jogo, no intervalo e depois do jogo.